# Drapeau du département de Santander
Le drapeau du Santander est le principal symbole officiel du département de Santander en Colombie.

## Historique
Il fut adopté en 1972. Il n'est pas le premier drapeau du Santander qui possédait son propre drapeau quand le Santander était un état fédéré des États-Unis de Colombie de 1864 à 1886.
À l'origine, il comportait cinq étoiles, représentant les cinq provinces constitutives du département. De 2004 à 2008, le drapeau comportait huit étoiles symbolisant les huit foyers de développement du département, mais en 2007, il a été décidé de revenir à six étoiles représentant les six actuelles provinces du département.

## Description
Le drapeau du Santander comporte une bande rouge du côté de la hampe contenant six étoiles. La couleur rouge de la bande et son orientation verticale symbolisent la noblesse et l'héroïsme du peuple santandérien. Les six étoiles représentent les provinces du département.
Les bandes vertes symbolisent la loyauté et l'espérance du peuple du Santander, ainsi que la richesse agricole de sa terre. Les bandes or et noire symbolisent elles la richesse de son sous-sol qui a fondé le développement du département au XXe siècle : l'or et le pétrole.